# كريس دين
كريس دين (بالإنجليزية: Chris Dean)‏ هو لاعب اتحاد الرغبي بريطاني، ولد في 15 مارس 1994.